# Rhynchostegium omocrates
Rhynchostegium omocrates är en bladmossart som beskrevs av William Russell Buck 1993. Rhynchostegium omocrates ingår i släktet näbbmossor, och familjen Brachytheciaceae. Inga underarter finns listade i Catalogue of Life.